# Desitjant estimar
Desitjant estimar (títol original en xinès tradicional: 花樣年華; en pinyin: Huāyàng niánhuá; títol internacional en anglès: In the Mood for Love) és una pel·lícula del 2000 escrita i dirigida per Wong Kar-wai, interpretada per Maggie Cheung i Tony Leung Chiu Wai, i coproduïda entre Hong Kong i França. Days of Being Wild (1991), Desitjant estimar i 2046 (2004) formen part d'una trilogia.
La traducció literal del títol original seria "La magnificència dels anys passa com les flors", mentre que l'internacional In the Mood for Love fa al·lusió a un clàssic del jazz.
La pel·lícula fou doblada al català per Manel Pla en 2005 per TV3.

## Argument
Hong Kong, 1962. Su Li-zhen, és una dona jove i bonica, administrativa d'una companyia marítima, casada amb un home que, per motius de feina, viatja constantment. Està molt ocupada amb motiu de fer una mudança a un pis amb rellogats a la ciutat de Hong Kong. Aquell dia arriba a l'habitació veïna un jove periodista. Tots dos tenen problemes de soletat, ja que l'esposa del periodista també és sovint fora de casa. Això els anirà aproximant però quan es troben a l'escala gairebé no es diuen res: per un temor als rumors i una concepció estricta del que és la fidelitat i l'honor. Quan un dia Chow s'assabenta per un amic, Ah Ping, que a la seva muller l'han vista en companyia d'un desconegut. Chow s'adona que les absències dels respectius cònjuges coincidien en el temps i descobreix, finalment, que mantenien una relació extra-matrimonial. L'amistat s'intensifica i Chow demana a Su que l'ajudi en la redacció d'unes històries sobre arts marcials al diari; s'animen un a l'altre a no deixar la seva parella. Comencen els comentaris dels veïns...

## Innovacions cinematogràfiques
Dues criden l'atenció: d'una banda es troben escenes molt semblants i d'altra, es dona el cas que una escena que aparentment és una de sola, en realitat és el resultat d'una sèrie d'escenes. A l'espectador li pot donar la sensació que els dos protagonistes fan sempre el mateix. Només fixant-se en detalls (el vestits, el maquillatge...) és quan hom s'adona que no és així.

## Repartiment
- Tony Leung (Chow Mo-wan)
- Maggie Cheung (Su Li-zhen o sra. Chan)
- Siu Ping Lam (Ah Ping)
- Rebecca Pan (Suen, l'arrendadora)
- Lai Chen (Sr. Ho, empleat)
- Joe Cheung (home que viu a l'apartament del Sr. Koo)
- Chan Man-Lei (Sr. Koo, amo de Chow Mo)
- Chin Tsi-ang (minyona)
- Roy Cheung (veu del Sr. Chan)
- Paulyn Sun (veu de la Sra. Chow)

## Premis i nominacions

### Premis
- 2000: Premi a la interpretació masculina (Festival de Canes) per Tony Leung
- 2001: César a la millor pel·lícula estrangera

### Nominacions
- 2000: Palma d'Or
- 2001: BAFTA a la millor pel·lícula de parla no anglesa